# Klaus Zapotoczky
Klaus Zapotoczky (* 22. März 1938 in Linz) ist ein österreichischer Soziologe.

## Leben
Nach seiner Promotion zum Dr. jur. im März 1961 an der Universität Wien war Klaus Zapotoczky am Bezirksgericht Wien-Innere Stadt und am Jugendgerichtshof Wien tätig. Von 1961 bis 1964 studierte er Sozialwissenschaften an der Katholischen Universität Löwen (Lizenziat Juli 1964). Von 1964 bis 1966 unterrichtete er Soziologie und Entwicklungspolitik an der Deutschen Akademie Klausenhof. Von 1966 bis 1971 war er Assistent für Soziologie an der Hochschule für Sozial- und Wirtschaftswissenschaften in Linz und von 1971 bis 1976 an der Philosophischen Fakultät der Universität Wien. 1974 habilitierte er sich für Soziologie. Von 1976 bis 2006 war Zapotoczky Ordinarius für Soziologie an der Johannes Kepler Universität Linz und Leiter der Abteilung für Politik- und Entwicklungsforschung. Von 1992 bis 1998 war er außerdem Vorstand des Instituts für Pflege- und Gesundheitssystemforschung an der Johannes Kepler Universität Linz. Am 30. September 2006 erfolgte seine Emeritierung.

## Auszeichnungen und Ehrungen
- 1974: Kardinal-Innitzer-Förderungspreis für Sozial- und Wirtschaftswissenschaften
- 2003: Festschrift für Klaus Zapotoczky zum 65. Geburtstag[2]